# Hallgrímskirkja
Hallgrímskirkja (església de Hallgrímur) és una església parroquial luterana (església d'Islàndia) situada a Reykjavík (Islàndia). Amb els 74,5 metres d'alçada, és l'església més gran d'Islàndia i entre les estructures més altes del país. L'església rep el nom del poeta i clergue islandès Hallgrímur Pétursson (1614–1674), autor dels Passíusálmar (Salms de la Passió).

## Arquitectura
És al centre de Reykjavík i un dels monuments més coneguts de la ciutat, visible a tot arreu. El 1937 es va encarregar el disseny de l'església a l'arquitecte estatal Guðjón Samúelsson. Es diu que la va dissenyar per assemblar-se a les trap rock, muntanyes i glaceres del paisatge d'Islàndia. El disseny té un estil similar a l'arquitectura expressionista de l'església de Grundtvig de Copenhaguen (Dinamarca), acabada el 1940.
La construcció de l'església va trigar 41 anys (de 1945 a 1986), però la torre es va completar molt abans que es completés tota l'església. La cripta sota el cor va ser consagrada el 1948, el campanar i les ales es van completar el 1974, i la nau va ser consagrada el 1986. Al moment de la construcció, l'edifici va ser criticat com a antiquat i com a barreja de diferents estils arquitectònics. L'església va ser originalment concebuda per ser menys alta, però els líders de l'Església d'Islàndia volien un gran campanar per eclipsar l'església de Landakot (Landakotskirkja), la catedral de l'Església catòlica a Islàndia.
L'interior és de 1.676 m². El 2008, l'església va començar una important restauració de la torre principal que va ser coberta amb bastides les obres es van acabar a la fi de 2009.
L'església allotja un gran orgue del constructor alemany Johannes Klais de Bonn. Té acció electrònica; els tubs són allunyats dels quatre teclats i de la consola de pedalers. Hi ha 102 rangs, 72 parades i 5275 tubs. Té 15 metres d'alçada i pesa 25 tones. Va ser estrenat el desembre de 1992.
L'església també serveix de torre d'observació. Un observador pot prendre un ascensor fins al mirador i veure Reykjavík i les muntanyes circumdants.
L'estàtua de l'explorador Leif Eriksson (c. 970 - c. 1020), fill d'Eric el Roig, d'Alexander Stirling Calder que es troba davant de l'església data de 1930 i va ser un regal dels Estats Units d'Amèrica en honor del Festival del Mil·lenni de l'Alþingi aquest any en commemoració del 1000è aniversari del parlament islandès a Þingvellir el 930.

## Galeria d'imatges

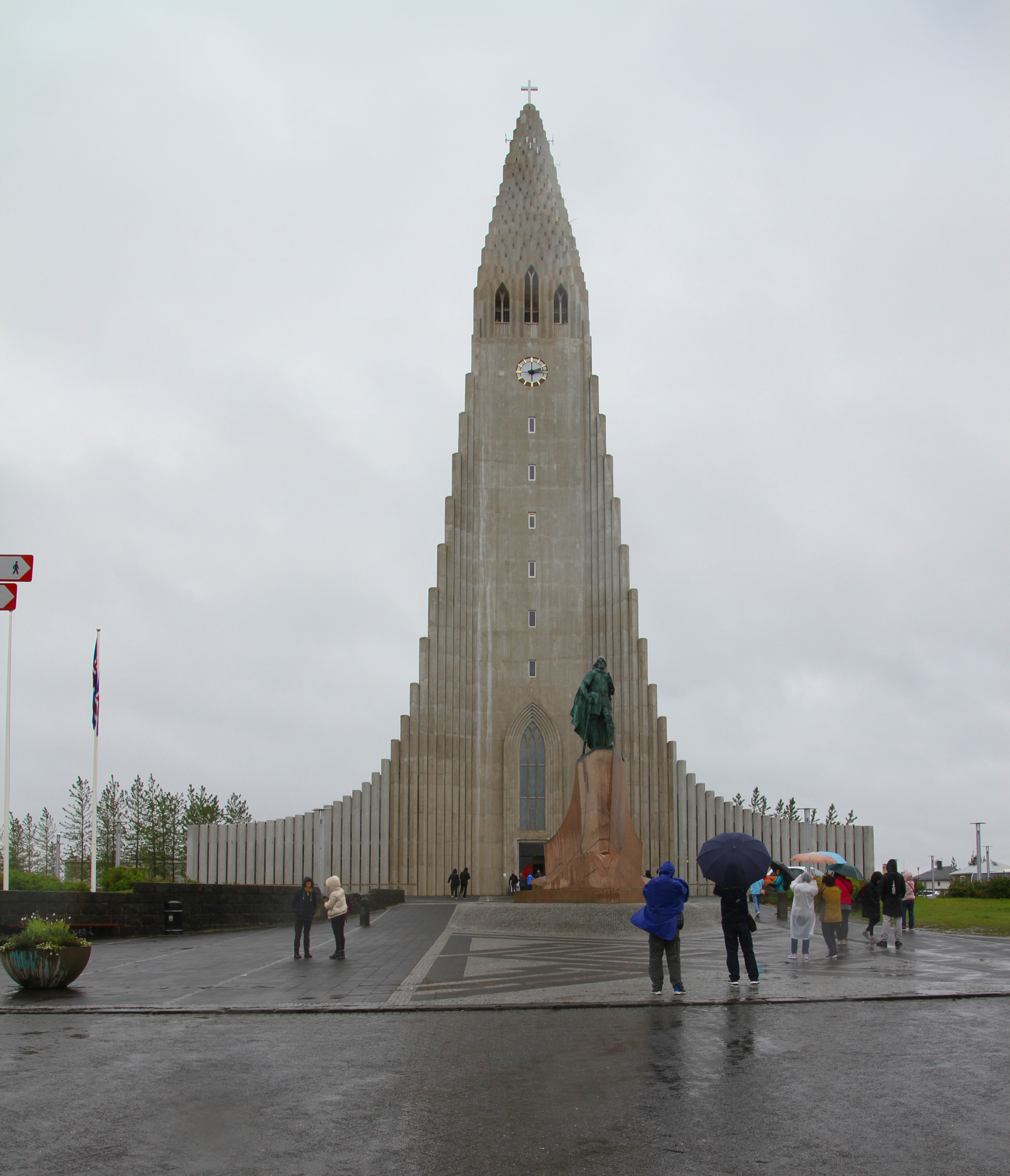
Façana principal
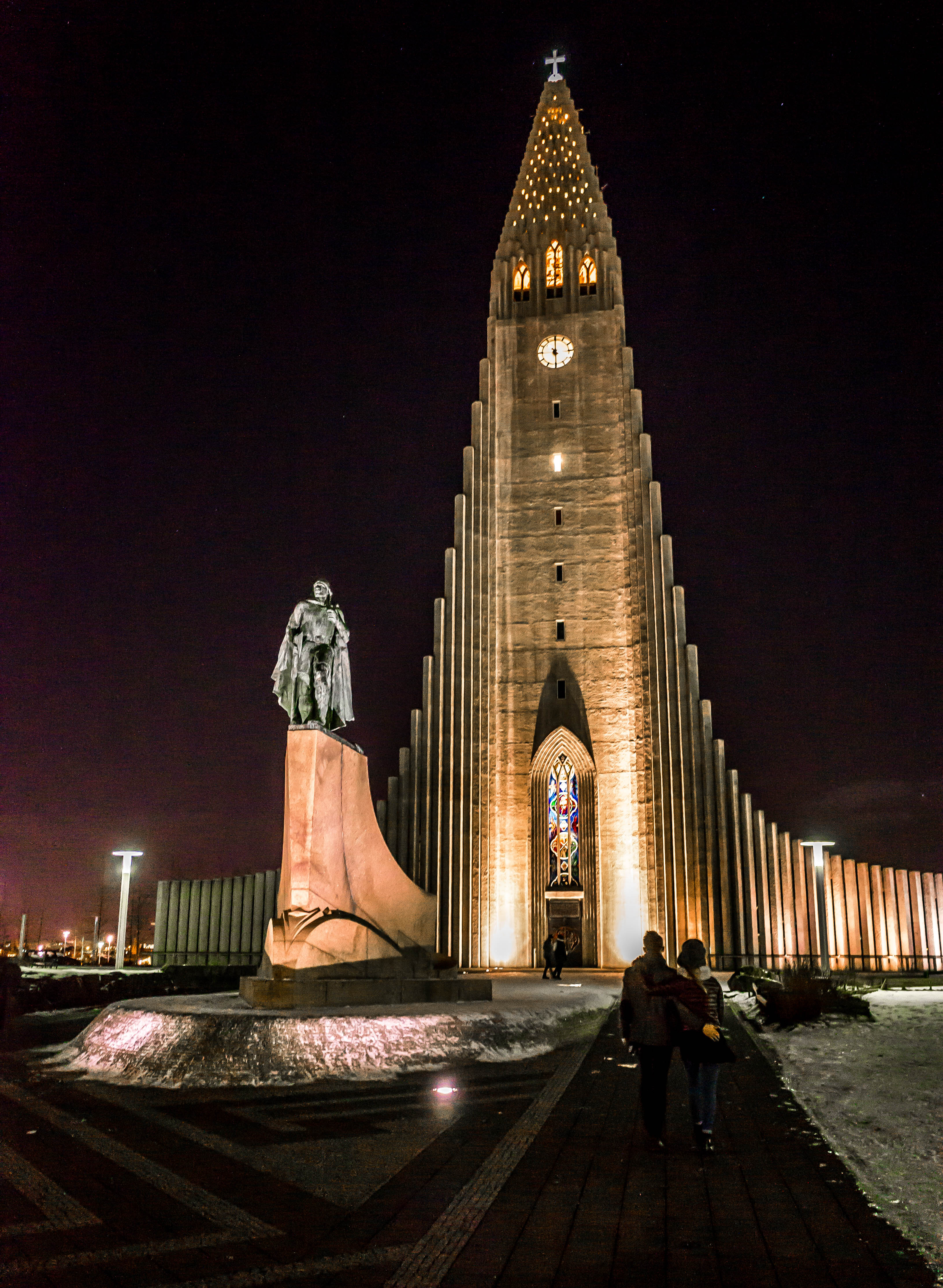
Vista nocturna
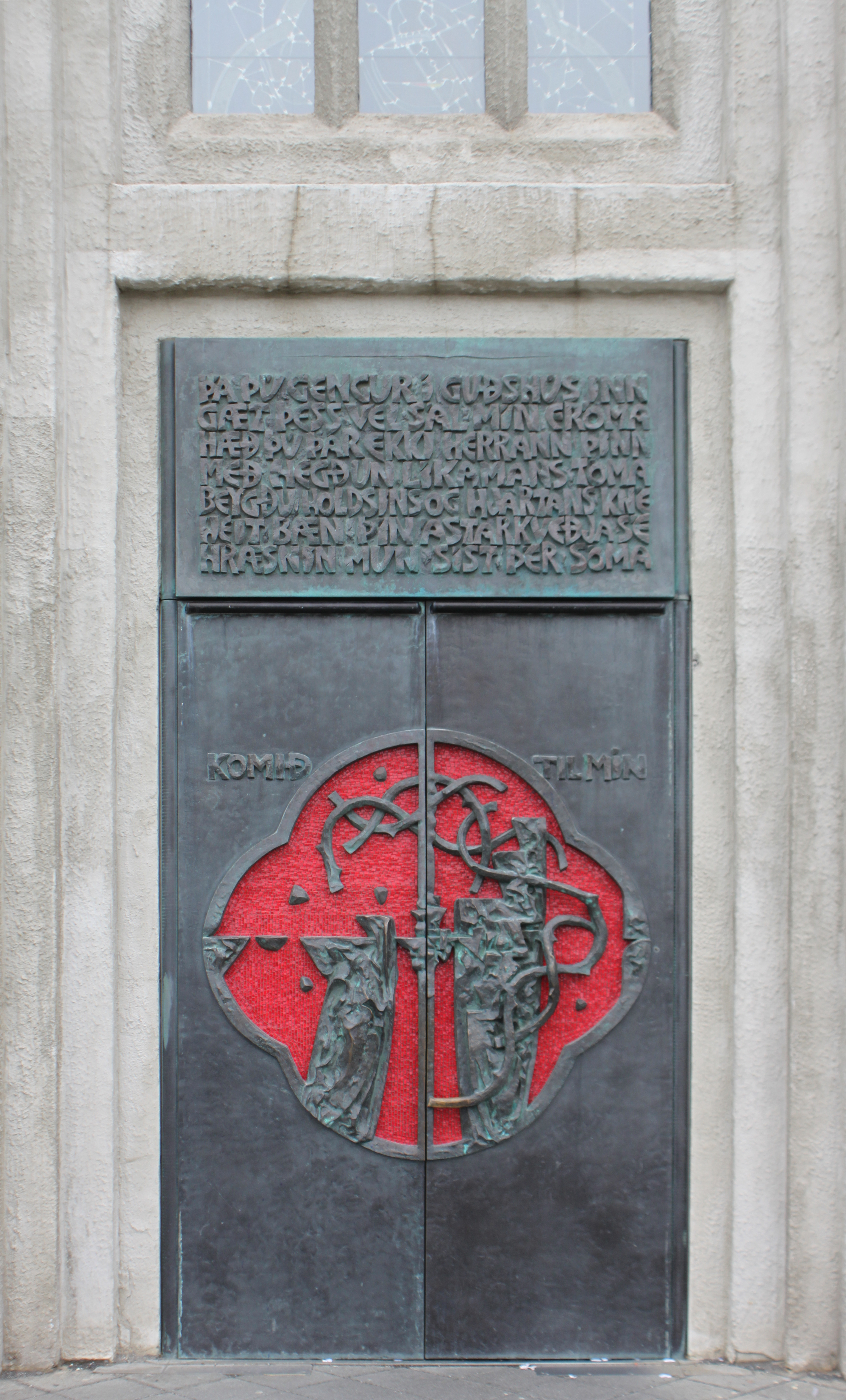
Porta principal
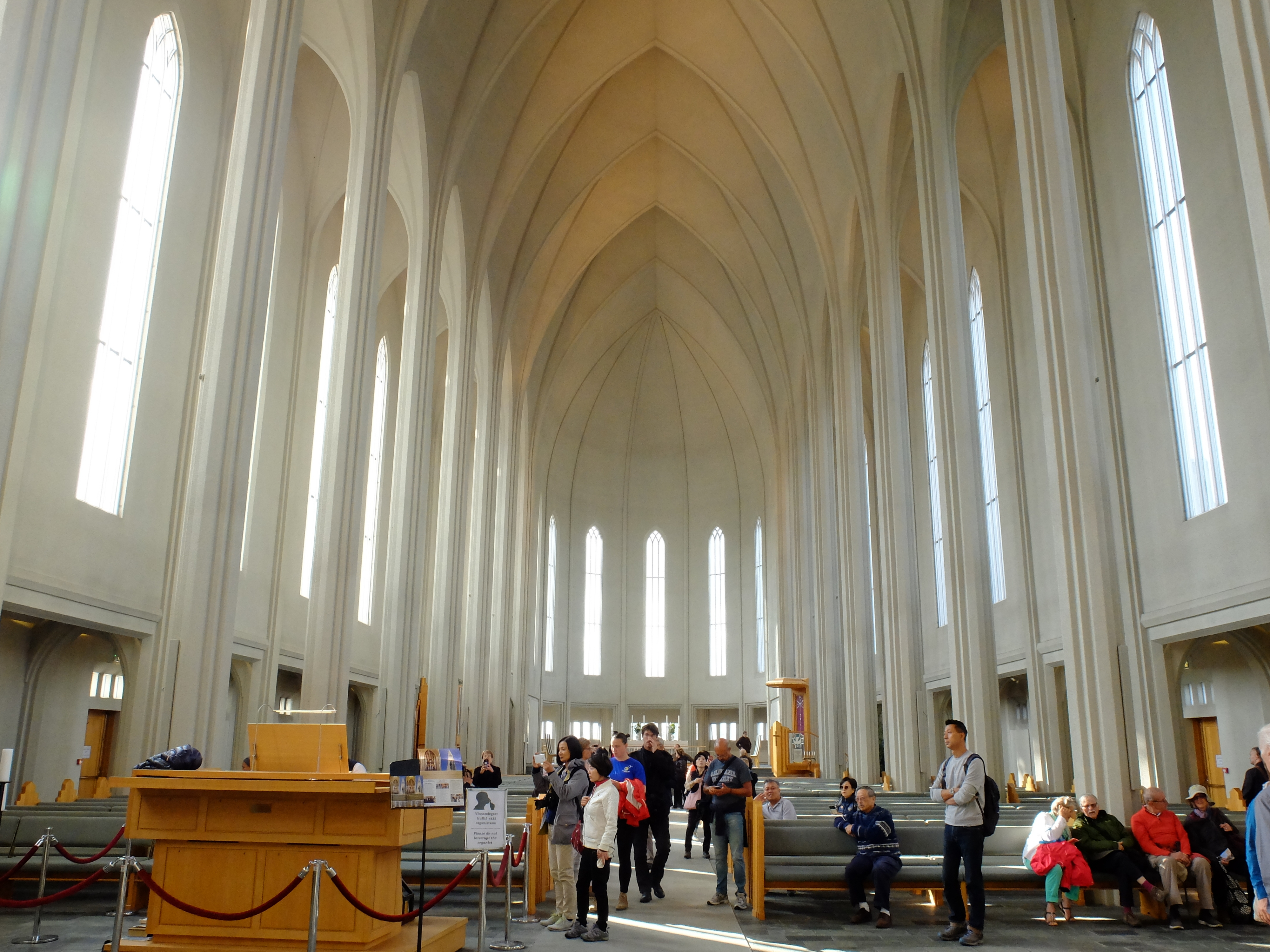
Vista de l'interior
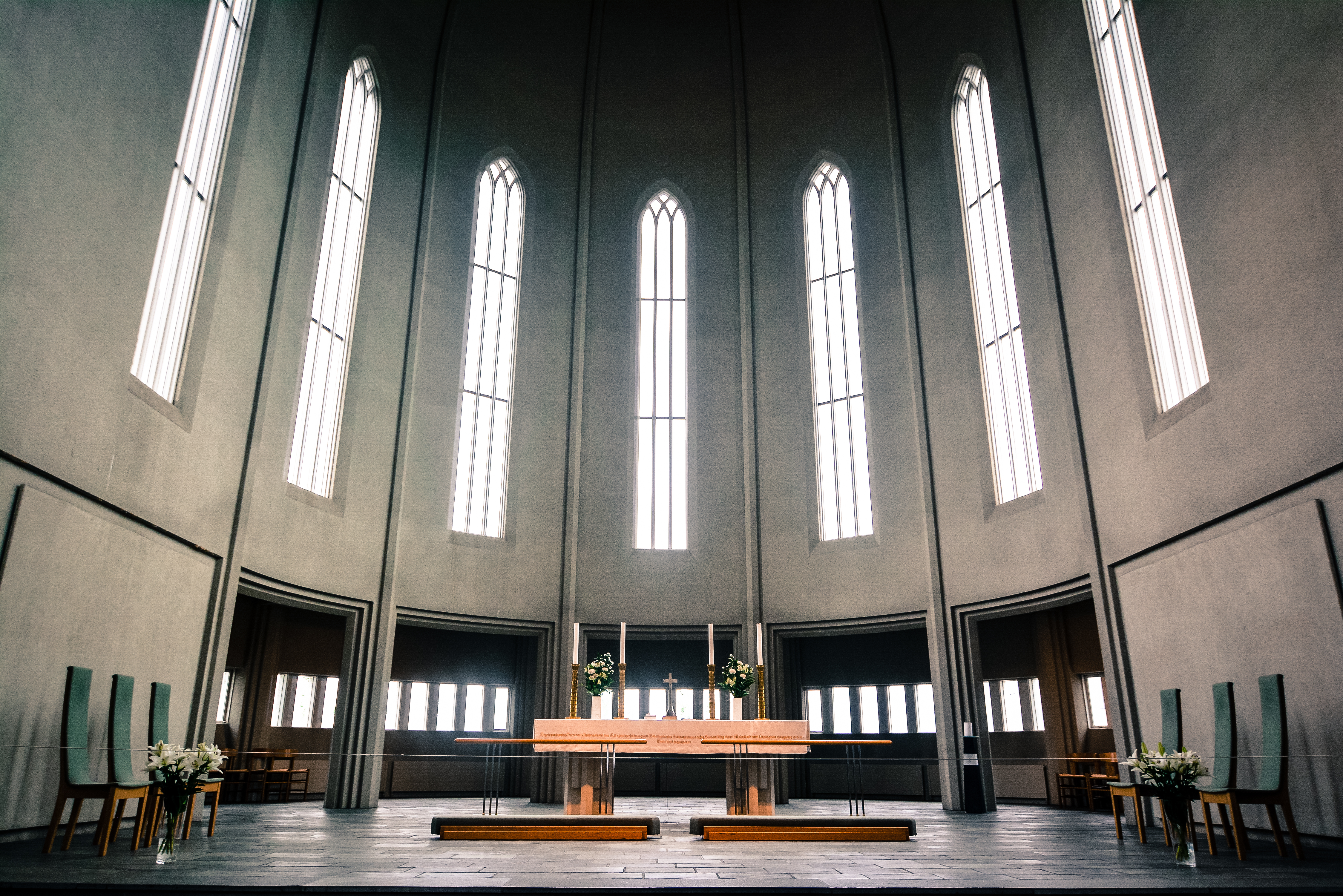
Altar
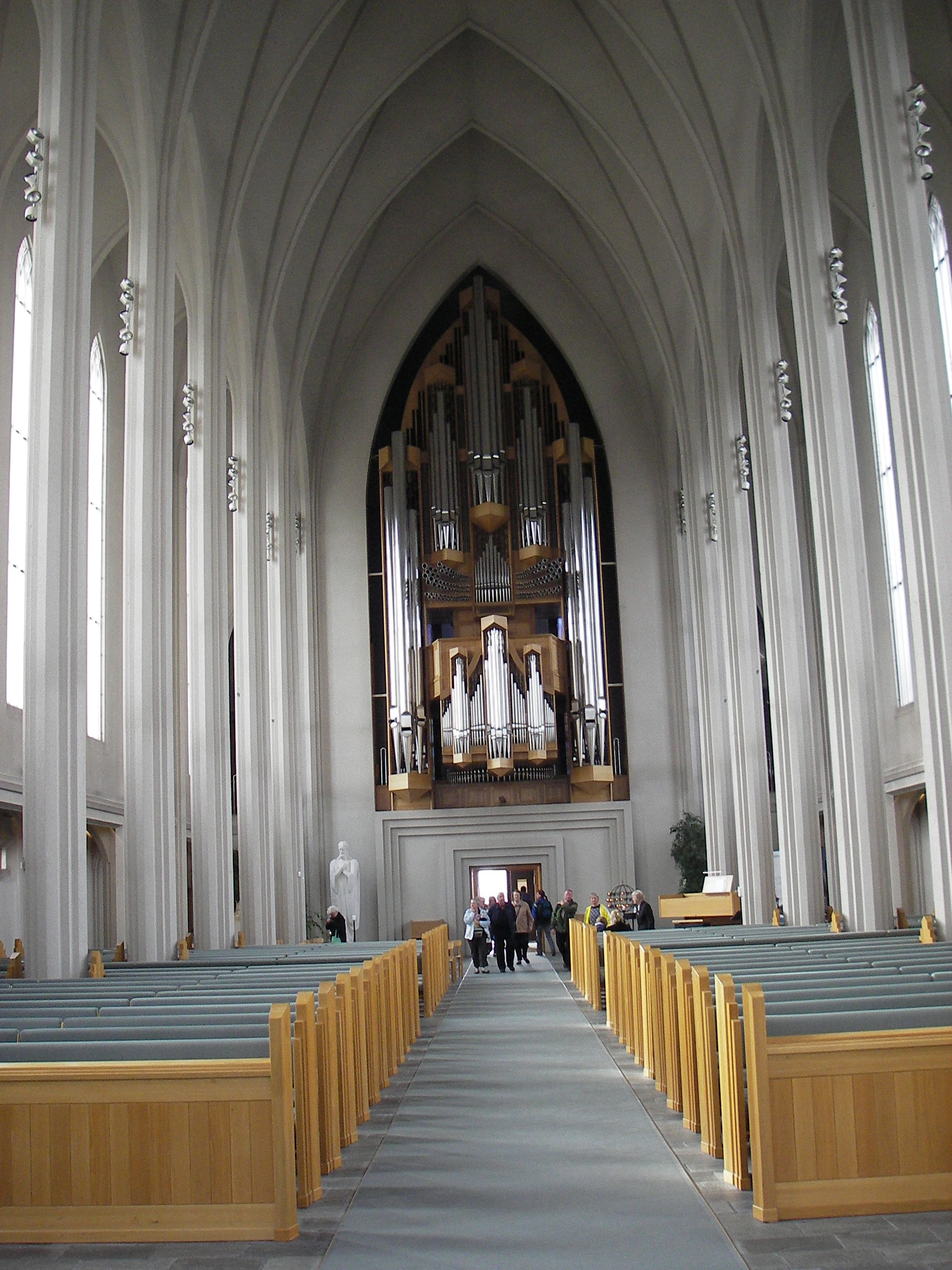
Orgue